# Бурши
Бурши́ (лак. Бурши) — село в Лакском районе Дагестана. Административный центр Буршинского сельсовета.

## География
Село находится на берегу реки Арцалинех (бассейн реки Казикумухское Койсу), на расстоянии 22 км к югу от села Кумух, административного центра района.

## Население
| 1895 | 1926 | 1939 | 1970 | 1989 | 2002 | 2010 |
| ---- | ---- | ---- | ---- | ---- | ---- | ---- |
| 539  | ↘413 | ↗573 | ↘314 | ↘174 | ↗198 | ↗211 |
| 2021 |      |      |      |      |      |      |
| ↘182 |      |      |      |      |      |      |